# Garfield
|  | Per a altres significats, vegeu «Garfield (desambiguació)». |

Garfield és una tira còmica creada per Jim Davis, que té com a protagonistes al gat Garfield, al no gaire brillant gos Odie, i al seu amo, l'inepte Jon Arbuckle.
El Garfield és un gat mandrós que només vol dormir i menjar. Els seus plats preferits són la lasanya i la pizza. A les tires apareix com a despectiu cap al seu entorn, egoista i exigent. Odia els dilluns i menjar ratolins, la seva conducta és sibarita i força humanitzada.
L'èxit de la tira ha fet aparèixer dues pel·lícules inspirades en el personatge (Garfield: The Movie, del 2004, i Garfield: A Tail of Two Kitties, del 2006), productes de marxandatge i adaptacions en dibuixos animats (com Garfield i els seus amics). El 2016 es va anunciar un nou projecte cinematogràfic de Garfield, i el setembre de 2022 es va comunicar que la pel·lícula d'animació estava programada per ser estrenada el 24 de maig de 2024.
En data de 2013, s'havia publicat en aproximadament 2.580 diaris i revistes i havia aconseguit el rècord Guinness mundial per ser la tira còmica més redifosa del món.

## Història
El 1973, mentre Davis treballava com a ajudant de T.K. Ryan per al seu Tumbleweeds, va crear la tira còmica Gnorm Gnat, que només es va publicar al Pendleton Times de Pendleton (Indiana), de 1973 a 1975 i va tenir poc èxit. Davis havia intentat sindicar la tira, sense aconseguir-ho; va assenyalar que un editor li va dir que el seu "art era bo, els seus gags eren genials, [però] ningú es pot identificar amb els insesctes." Davis va decidir llegir les tires còmiques actuals per determinar quines espècies de personatges animals podrien ser més populars. Va sentir que els gossos anaven bé, però no va trobar cap gat destacat. Davis va pensar que podria crear un gat protagonista, després d'haver crescut en una granja on n'hi havia vint-i-cinc, i així es va crear el personatge de Garfield.
El personatge principal està basat en els gats que la família de Davis tenia, i va prendre'n el seu nom i la seva personalitat de l'avi de Davis, James A. Garfield Davis, a qui va descriure com "un home gran i malhumorat". El nom de Jon Arbuckle prové d'un anunci de cafè de la dècada del 1950. El company de pis de Jon, Lyman, afegit per donar a Jon algú amb qui parlar, va prendre el nom d'un personatge anterior de Gnorm Gnat. El personatge final va ser el gos de Lyman, Spot, que va ser rebatejat com Odie per evitar confusions amb un gos també anomenat Spot a la tira còmica Boner's Ark. Des de 1976 fins a principis de 1978, aquests personatges van aparèixer en una tira anomenada Jon que també va aparèixer al Times. La tira còmica Jon va ser en gran part desconeguda fins al 2019, quan el youtuber Quinton Hoover va trobar diversos escanejos digitals de les publicacions de Jon provinents de la Pendleton Community Library i la Biblioteca de l'estat d'Indiana. Jon va aparèixer per primera vegada al Pendleton Times el 8 de gener de 1976, només dues setmanes després que acabés Gnorm Gnat.
United Feature Syndicate va acceptar la tira, que havia estat retitulada Garfield l'1 de setembre de 1977, per a la distribució nacional el març de 1978 (acabant la seva publicació al Times l'endemà) i va fer el seu debut a nivell nacional en 41 diaris el 19 de juny d'aquell any (tanmateix, després d'una prova, el Chicago Sun-Times el va abandonar, tot i que va restablir-lo després de les queixes dels lectors).
La tira va sofrir canvis estilístics, evolucionant des de l'estil de les tires de 1976–1983, fins a un aspecte més dibuixant a partir de 1984. Aquest canvi ha afectat principalment el disseny de Garfield, que va experimentar una "evolució darwiniana" en la qual va començar a caminar sobre les potes del darrere, "va aprimar-se" i "va deixar de mirar... a través d'ullets esbuixats". La seva evolució, segons Davis, va ser perquè fos més fàcil "empènyer l'Odie perquè caigui de la taula" o "aconseguir un tros de pastís".
Garfield es va convertir ràpidament en un èxit comercial. El 1981, menys de tres anys després de la seva publicació a nivell nacional, la tira va aparèixer a 850 diaris i va acumular més de 15 milions de dòlars en marxandatge. Per gestionar aquests productes comercials, Davis va fundar Paws, Inc. El 1982, la tira va aparèixer en més de 1.000 diaris.
El 2002, Garfield es va convertir en la tira més redifosa del món, ja que havia aparegut en 2.570 diaris amb 263 milions de lectors a tot el món; el 2004, Garfield havia aparegut en gairebé 2.600 diaris i venut entre 750 milions de dòlars a 1.000 milions de dòlars en marxandatge en 111 països. El 1994, l'empresa de Davis, Paws, Inc., va comprar tots els drets de les tires de 1978 a 1993 a United Feature.
Tot i que manté el control creatiu i és l'únic signant, Davis ara només escriu i sol fer els esbossos aproximats. Des de finals de la dècada del 1990, la major part del treball ha estat realitzat pels seus assistents des de fa anys Brett Koth i Gary Barker. El treball de tinta i color el fan altres artistes, mentre que Davis passa la major part del temps supervisant la producció i comercialitzant els personatges.

## Personatges principals

### Garfield
Primera aparició: 19 de juny de 1978
No tinc sobrepès, sóc baix. 
Garfield és un gat atigrat taronja i pelut nascut a la cuina d'un restaurant italià (després es va revelar a l'especial de televisió Garfield: His 9 Lives que es tractava de Mama Leoni's Italian Restaurant) que immediatament es va menjar tota la pasta i lasanya a la vista, desenvolupant així el seu amor i obsessió per ambdós plats.
Els gags a les tires solen tractar l'obesitat de Garfield (en una tira, Jon fa broma: "No diria que Garfield és gras, però l'última vegada que es va pujar a una roda de fira, els dos tipus de dalt es van morir de gana") i el seu menyspreu cap a qualsevol forma d'esforç o treball. És conegut per dir que "respirar és exercici".
Tot i que Garfield pot ser molt cínic, té una vessant tendra pel seu ós de peluix, Pooky, menjar i dormir, i durant un Nadal diu: "Diuen que m'he de llevar d'hora, ser amable amb la gent, saltar-me l'esmorzar... M'agradaria que no acabés mai". Tanmateix, al llargmetratge Garfield Gets Real i les seves seqüeles, Garfield es comporta millor, és més amable amb Jon i Odie, menys egocèntric i més simpàtic.
Molts lectors s'han preguntat si Garfield realment pot ser entès pels personatges humans que l'envolten. De vegades, sembla que Jon el pot sentir. No obstant això, s'esmenta en més d'una tira que Jon no pot entendre Garfield. Tanmateix, a Garfield Gets Real i les seves seqüeles, Garfield i els altres animals (excepte Odie) són capaços de parlar amb Jon i els altres humans i ser entesos per ells. A l'1 d'abril (dia d'enganyar) de 1997, la tira dibuixada pels artistes de Blondie com a part del switcheroo de tires de còmic, Garfield, encara amb globus de pensament, pot ser entès per Jon.
Per trencar la quarta paret, el 19 de juny se celebra en la tira com a l'aniversari de Garfield. L'aparició el 1979 va afirmar que era el seu primer aniversari, tot i que en la primera aparició de la tira (19 de juny de 1978), va ser retratat com un gat totalment adult, la qual cosa implica que l'aniversari és per a la tira en si.

### Jon Arbuckle
Primera aparició: 19 de juny de 1978
Jon: Aquí tens la meva butlleta de notes de sisè. Els meus pares estaven molt orgullosos.

Garfield, llegint la butlleta d'informes: "En Jon no s'ha ficat cap llapis de colors pel nas aquest trimestre". 
Jon (nom complet: Jonathan Q. Arbuckle) és el propietari de Garfield, normalment representat com un geek maldestre que té problemes per aconseguir una cita. Jon estava enamorat de la Liz (la veterinària de Garfield) i ara està sortint amb ella. Jon desaprova l'actitud de "no m'importa, no m'interessa" de Garfield i sovint anima la seva mascota a interessar-se pel món que l'envolta, de vegades comentant un fet interessant o fent una pregunta filosòfica per intentar fer pensar en Garfield. Garfield acostuma a no fer cas d'aquests intents amb un comentari senzill però lògic, i malgrat els problemes que Garfield causa, Jon té un cor d'or i és molt tolerant amb les deficiències de Garfield, un fet que l'animal aprofita sovint. A la tira del 23 de desembre de 1980, Jon afirma que té trenta anys (només significa que actualment hauria de tenir seixanta anys, tot i que no ha envellit físicament). El seu aniversari és el 28 de juliol.
Jon estima (o ocasionalment odia) Garfield i tots els gats. Molts gags se centren en això; la seva incapacitat per tenir una cita sol atribuir-se a la seva manca d'habilitats socials, al seu mal gust per la roba (Garfield va comentar en una tira després de veure el seu armari que "dues-centes arnes es van suïcidar"; en una altra, la "policia geek" va ordenar que Jon "llencés la corbata"), i els seus excèntrics interessos que van des de col·leccionar segells fins a mesurar el creixement de les ungles dels peus fins a veure pel·lícules amb "ninges polca". Altres tires el retraten com a mancat d'intel·ligència (en una tira se'l veu llegint un llibre desplegable).
Jon va néixer en una granja que aparentment tenia poques comoditats; en una tira, el seu pare, en veure la fontaneria a l'interior, comenta: "Woo-ha! No és increïble, la ciència?" En Jon de tant en tant visita als seus pares, germà i àvia a la seva granja. Es va donar a entendre que Jon s'inspira en un dibuix del mateix Davis quan va dibuixar la tira per primera vegada. Jon va ser retratat com un autor de còmic a la primera tira i d'altres ocasionals en els primers anys; Davis va declarar que la seva intenció havia estat expressar les seves pròpies frustracions com a dibuixant i guionista. En última instància, s'ha fet referència a la feina de Jon a les sèries d'animació de Garfield amb molta més freqüència que a la tira.

### Odie
Primera aparició: 8 d'agost de 1978
Jon: Crec que estic tenint algun tipus de crisi d'identitat.

Garfield, passant per davant d'Odie que està estirat en un calaix de la cuina: Ell creu que està tenint una crisi d'identitat... Odie creu que és un pelador de patates. 
L'Odie és un beagle groc d'orelles llargues amb una llengua gran i bavejant, que camina amb les quatre potes, encara que de tant en tant caminarà amb dues com Garfield. Originalment era propietat de l'amic de Jon, Lyman, tot i que Jon el va adoptar després que Lyman fos eliminat de la tira. El llibre Garfield: His 9 Lives (1984) retrocontinua l'origen d'Odie: no s'esmenta Lyman, i Odie era un cadell quan va ser adquirit per Jon com a companyia de Garfield (quan Garfield era un gatet).
L'Odie és més jove que Garfield i se sol representar com a ingènu, feliç, afectuós i alegrement inconscient de la naturalesa cínica i sàdica de Garfield, malgrat l'abús físic que Garfield mostra cap a ell, fins i tot el fet de fer-lo caure de la taula de la cuina de manera habitual o enganyar-lo perquè ell mateix s'excedeixi. En algunes ocasions, però, se'l representa de manera més intel·ligent, com en una tira, en què sosté una pedra pesada per evitar que Garfield faci això, i al final el gat s'acaba fent mal al peu. En una tira, quan Garfield i Jon són fora de casa, es veu Odie llegint Guerra i pau i veient An Evening With Mozart a la televisió, però a les tires d'"Ask a Dog", se'l representa com a analfabet i han de ser llegides per Garfield. L'Odie només ha pensat una vegada. En una altra tira, publicada el 28 de gener de 2010, se'l veu resolent el trencaclosques de sudoku d'en Jon.

### Liz Wilson
Primera aparició: 26 de juny de 1979
La doctora Liz Wilson és la veterinària sarcàstica de Garfield i Odie, de la qual Jon Arbuckle n'està enamorat durant molt de temps. Té un caràcter una mica mortífer i sardònic i gairebé sempre reacciona negativament al comportament extravagant i boig de Jon, però fins i tot pot trobar-lo entranyable de vegades. Jon sovint intenta demanar-li una cita, però poques vegades ho aconsegueix; tanmateix, en un arc de la història que s'estén del 20 de juny al 29 de juliol de 2006 (amb l'esdeveniment principal el 28 de juliol), Liz i Jon es besen, i han estat una parella des de llavors.

## Contingut
Part de l'ampli atractiu cultural pop de la tira es deu a la seva manca de comentaris socials o polítics; tot i que aquesta era la intenció original de Davis, també va admetre que "la seva comprensió de la política no és forta", fent broma que, durant molts anys, va pensar que "l'OPEP era un adhesiu per dentadura".
Creat originalment amb la intenció de "proporcionar un bon personatge comercialitzable", Garfield ha produït mercaderies que guanyen entre 750 i 1.000 milions de dòlars anuals. A més dels diferents productes i lligams comercials, la tira ha generat diversos especials de televisió animats, dues sèries de televisió animades, dues pel·lícules d'animació i tres pel·lícules d'animació directa a vídeo totalment generades per ordinador.